# 十月俱乐部
十月俱乐部（德語：Oktoberklub）是东德一个歌唱小组，主要演唱政治歌曲，成立于1966年。其音乐风格涵盖民谣、民歌、香颂及摇滚乐。该小组活跃至1990年两德统一为止。

## 历史
1960年代从美国开始的民谣音乐复兴传播到了许多国家，大量的民歌和抗议歌曲被创作出来。1960年加拿大民谣歌手佩里·弗里德曼在东德组织了一场霍特纳尼（英語：Hootenanny）乡间音乐会，东德的自由德国青年团辖区总部和官方青年电台DT64对其表示了支持。1966年2月成立了开放会员注册的“柏林霍特纳尼俱乐部”，以期为青年人提供娱乐。德国统一社会党在1965年12月全会时决定自1967年起禁止青年文化和艺术的英美化。因此“霍特纳尼俱乐部”更名为“十月俱乐部”，意在纪念十月革命和东德建国。十月俱乐部是自由德国青年团发起的歌谣运动，并被官方视为社会主义文化建设的典型例子。